# Abdij van Maubuisson
De Abdij van Maubuisson is een voormalige abdij voor vrouwelijke cisterciënzers die zich op het grondgebied van de gemeente Saint-Ouen-l'Aumône bevindt, in het Franse departement Val-d'Oise. Het is sinds 1947 een monument historique.

## Geschiedenis (tot deFranse Revolutie)
De abdij werd in 1236 onder de naam Notre-Dame-la-Royale opgericht door koningin Blanca van Castilië, de moeder van de Heilige Lodewijk. De abdijkerk werd in 1244 ingewijd door Willem van Auvergne, bisschop van Parijs. Ten gevolge van de verergerende hartkwaal waaraan zij reeds enkele jaren leed, besloot koningin Blanca zich hier uit het openbare leven terug te trekken. Zij legde de kloostergeloften af en overleed er op 12 november 1252 op de leeftijd van 64 jaar.
Door de royale schenkingen van de koningin én van haar zoon Lodewijk IX kon de kloostergemeenschap zonder zorgen leven en verder rekruteren. De materiële welvaart van de abdij trok geldschieters aan. Onder hun rangen benoemde de Franse koning autonoom de nieuwe abdissen.
De eerste moeilijkheden kondigden zich aan rond het midden van de 14e eeuw. Gelegen in de brandhaard van zowel de Honderdjarige Oorlog als van de burgeroorlog tussen de Armagnacs en de Bourguignons, zag de abdij haar inkomsten verloren gaan in de algemene teloorgang van het economische leven in Île-de-France. In 1357 verlieten de nonnen, op de vlucht voor de Jacquerie en plunderende huurlingenbendes (de Grandes Compagnies), hun abdij en zochten een toevlucht in een refugiehuis binnen de stadsmuren van Parijs.
In de 15e eeuw werd de kloostergemeenschap tot tweemaal toe verscheurd door innerlijke tweedracht, waarbij de nonnen zich schaarden achter rivaliserende abdissen; eerst in de periode 1406-1409 en vervolgens van 1461 tot 1482.
Aan het begin van de 16e eeuw zag het er even naar uit dat Maubuisson zijn vroegere welvaart zou herwinnen. Onder impuls van abdis Antoinette de Dinteville (1482-1524) werden nieuwe bouwwerken ondernomen. Maar met het uitbreken van de godsdienstoorlogen tegen de hugenoten begon een nieuwe donkere periode. Tot tweemaal toe, in 1566 en in 1588, werden de abdij en haar bezittingen geplunderd door protestantse troepen.
De 17e eeuw bracht echter een tweede bloeiperiode. Aan het decadente beleid van de beruchte wereldse abdis Angélique d'Estrées (een zuster van Gabrielle d'Estrées), die onder meer in 1596 een weelderig paleis liet optrekken waar ze een losbandig leven leidde, kwam een eind toen de abt van Cîteaux moeder Angélique Arnaud vanuit Port-Royal-des-Champs naar Maubuisson stuurde om orde op zaken te stellen. Zij wist er de orde, discipline en devotie te herstellen (1618-1623). Ook haar opvolgsters Marie Suireau (1627-1648), Cathérine d'Orléans-Longueville (1652-1664) en Louise Maria van de Palts (1664-1709) verrichtten goed werk.
Het verval kwam in de 18e eeuw. De gebouwen raakten geleidelijk verwaarloosd. Lodewijk XVI gaf Maubuisson in 1787 de doodsteek. Een ultieme onenigheid tussen de nonnen en hun abdis Gabrielle-Césarine de Beynac (1781-1791) over het naleven van de kloosterregel, werd door de koning op drastische wijze geregeld: hij verbande de abdis naar Sarlat.

## Na de Revolutie
In september 1792 waren er nog welgeteld elf nonnen en zeven lekenzusters. De abdij werd in 1793 gesloten en achtereenvolgens omgevormd tot militair ziekenhuis en wolspinnerij. Vanaf 1797 werden de gebouwen geleidelijk ontmanteld waarbij het vrijkomende materiaal elders werd gebruikt.

## Monument
Een deel van de gebouwen ontsnapte aan de verwoesting. In 1947 werd het complex tot monument historique bestempeld. Van 1978 tot 1983 werd een restauratiecampagne uitgevoerd. Nog steeds wordt er grondig archeologisch onderzoek verricht en een permanente tentoonstelling belicht het leven van de nonnen van de 13e tot de 16e eeuw.

## Begraven
- Gabrielle d'Estrées (ca. 1571–1599), hertogin van Beaufort en Verneuil, maîtresse van koning Hendrik IV van Frankrijk.
- Robert II van Artesie overleden 11 juli 1302, graaf van Artois.
- Blanca van Bourgondië overleden 1326.